# Costa (Quénia)

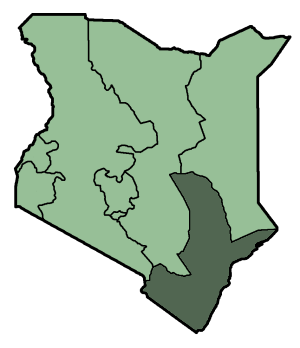
Localização da Província da Costa no Quénia

A Província da Costa (Mkoa wa Pwani, em kiswahili) é uma província do Quénia. Sua capital é Mombaça.

## Administração
A Província da Costa está dividida em sete distritos (wilaya):
| Distrito     | Capital |
| ------------ | ------- |
| Kilifi       | Kilifi  |
| Kwale        | Kwale   |
| Lamu         | Lamu    |
| Malindi      | Malindi |
| Mombaça      | Mombaça |
| Rio Tana     | Hola    |
| Taita-Taveta | Voi     |